# Concavella
Concavella es un género de foraminífero bentónico de la subfamilia Concavellinae, de la familia Pseudoparrellidae, de la superfamilia Discorbinelloidea, del suborden Rotaliina y del orden Rotaliida. Su especie tipo es Pulvinulinella gyroidinaformis. Su rango cronoestratigráfico abarca el Mioceno medio.

## Clasificación
Concavella incluye a las siguientes especies:
- Concavella bandyi †
- Concavella gyroidinaformis †